# Straßenbahn Tallinn
Die Straßenbahn Tallinn ist das einzige Straßenbahnnetz in Estland und gleichzeitig das einzige europäische Netz in Kapspur (1067 mm Spurweite). Gemeinsam mit dem Oberleitungsbus Tallinn ist sie das Rückgrat des Öffentlichen Personennahverkehrs in der Hauptstadt Tallinn. Das Straßenbahnsystem umfasst fünf Linien. Betrieben wird die Straßenbahn Tallinn mit Wagen der Typen Tatra KT4, KT6, CAF Urbos AXL und Pesa Twist.
Die Straßenbahn Tallinn wird, wie der Oberleitungsbus und der städtische Omnibusverkehr, vom kommunalen Verkehrsunternehmen Tallinna Linnatranspordi AS (TLT) geführt. Dieses ging am 19. Juli 2012 aus der Vereinigung der beiden Vorgängergesellschaften Tallinna Autobussikoondise AS (TAK) und Tallinna Trammi- ja Trollibussikoondise AS (TTTK) hervor.

## Geschichte

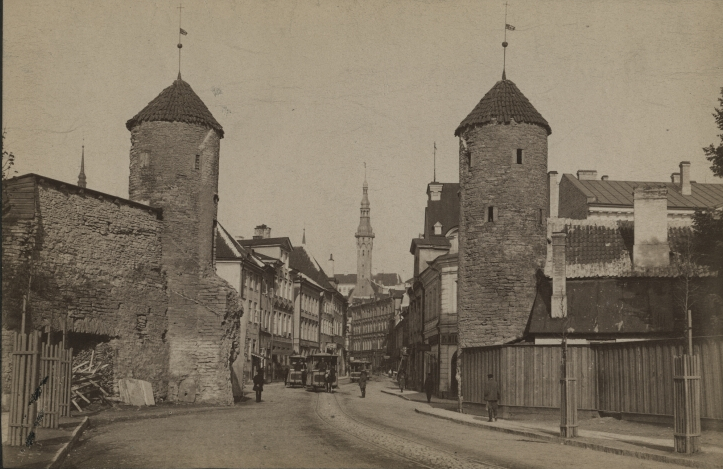
Die 1888 eröffnete Pferdebahn

Die Pferdebahn im damaligen Reval ging 1888 in Betrieb. Das Netz mit einer Spurweite von 1067 Millimetern (Kapspur) wurde mit belgischen Wagen bedient und umfasste die Straßen Narva maantee, Pärnu maantee und Tartu maantee. 1902 betrug die Gesamtlänge des Pferdebahnnetzes 7,24 Kilometer.
1915 wurde von den örtlichen Unternehmen eine Dampfstraßenbahn-Strecke errichtet, um die Arbeiter zu den Fabriken zu befördern. Es handelte sich um eine eingleisige Strecke von der Innenstadt in den Bezirk Kopli. Diese besaß eine Spurweite von 1524 Millimetern, da sie auch für den Gütertransport zum Hafen benutzt wurde. Eingesetzt wurden gebrauchte Dampfstraßenbahnen aus Sankt Petersburg. 1920 wurde die Strecke zum Baltischen Bahnhof verlängert und im gleichen Jahr auf Benzolbetrieb umgerüstet.
Während des Ersten Weltkriegs wurde im Jahr 1918 der Betrieb der Pferdebahn eingestellt, lediglich die Dampfstraßenbahn nach Kopli verkehrte weiterhin. Am 13. Mai 1921 wurde die Straßenbahn wieder eröffnet, die ehemaligen Pferdebahnwagen waren jetzt jedoch auf Benzolmotoren umgerüstet worden.
Am 28. Oktober 1925 begann auf der Straße Narva maantee der elektrische Straßenbahnbetrieb. Die Strecke wurde mit 600 Volt Gleichspannung elektrifiziert. 1931 wurde die Strecke nach Kopli ebenfalls auf Kapspur umgebaut. Von diesem Zeitpunkt an wurde sie nur noch von Benzinstraßenbahnwagen befahren.
Bis 1940 betrug die Streckenlänge 13,4 Kilometer. 1951 wurde die Linie nach Kopli zweigleisig ausgebaut und zwei Jahre später mit dem übrigen Straßenbahnnetz verbunden. Im Jahr 1954 wurde nach dreijähriger Bauzeit der Betriebshof an der Straße Vana-Lõuna eingeweiht. Ein Jahr später wurde die Strecke in der Straße Tartu maantee nach Ülemiste verlängert.
Erst nach 1990 begann die Sanierung des Netzes sowie die Planung von Erweiterungen. So wurde am 19. Oktober 2015 die Strecke der Linien 2 und 4 von Ülemiste um zwei Haltestellen bis Suur-Paala verlängert.
2013 führte Tallinn als eine der ersten europäischen Großstädte die kostenlose Nutzung des öffentlichen Nahverkehrs ein (beschränkt auf Bewohner von Tallinn).
Am 1. September 2017 wurde nach mehrmonatiger Sanierung die Strecke der Linie 2 von Balti jaam bis Kopli wieder in Betrieb genommen (die Linie 1 war während dieser Zeit außer Betrieb), damit ist die Gesamtrekonstruktion und Sanierung des Netzes abgeschlossen; eine weitere Haltestelle Kanuti wurde zur besseren Erschließung der Altstadt ebenfalls eingerichtet. Am gleichen Tag wurde die Verlängerung (Zweigstrecke, zunächst befahren von der Linie 4) von Ülemiste bis Lennujaam (Flughafen) eingeweiht.
Am 1. Dezember 2024 wurde eine 2,5 km lange Neubaustrecke durch das Hafengebiet eröffnet, die bei den Haltestellen Suur Rnnavärav (ehemals Linnahall) sowie Paberi an das Bestandsnetz anschließt und es bei der Haltestelle Hobujaama kreuzt. Sie verläuft dabei am A-Terminal vorbei, kreuzt die Ahtri- in die Hobujaama-Straße hinein, weiter geht es über die Laikmaa- und die Gonsiori-Straße. Die "Vanasadama" wird von der Linie 2 bedient, welche zwischen den Endhaltestellen Kopli und Lennujaam (am Flughafen) verkehren soll, wegen der Bauarbeiten für den Bahnhof Ülemiste des Projekts Rail Baltica jedoch zunächst nach Suur-Paala umgeleitet wird. Der Ast Suur-Paala soll im Zielzustand allein von der Linie 4 bedient werden.

## Linien
- Linie 1: Kopli ↔ Hobujaama ↔ Mere puiestee ↔ Kadriorg
Sie verbindet das Gewerbegebiet Kopli (Stadtteil Põhja-Tallinn), auf der gleichnamigen Halbinsel im Norden der Stadt gelegen, mit dem Wohngebiet Kadriorg (Stadtteil Innenstadt). Die Linie 1 führt auf einem Abschnitt über die älteste Straßenbahnstrecke Tallinns.
- Linie 2: Kopli ↔ A. Laikmaa ↔ Lennujaam (umgeleitet nach Suur-Paala)
Sie verbindet Kopli mit dem Flughafen Tallinn.
- Linie 3: Tondi ↔ Hobujaama ↔ Kadriorg
Sie verbindet das Wohngebiet Tondi im Stadtteil Kristiine mit Kadriorg.
- Linie 4: Tondi ↔ Hobujaama ↔ Suur-Paala
Sie verbindet das Wohngebiet Tondi mit Ülemiste (im Süden von Lasnamäe, des größten Stadtteils Tallinns).
- Linie 5: Kopli ↔ Mere puiestee ↔ Vana-Lõuna
Sie verbindet Kopli mit Vana-Lõuna (Bezirk Veerenni).[7]

## Statistik
| Jahr                           | 1980 | 1985 | 1990  | 1991  | 1992  | 1993 | 1994 | 1995 | 1996 | 1997 | 1998 | 1999 | 2000 | 2001 | 2002 | 2003 | 2004 | 2005 | 2006 | 2007 | 2008 | 2009 |  | 2019 |
| Linienlänge (in km)            | 37,8 | 37,0 | 39,0  | 39,0  | 39,0  | 39,0 | 39,0 | 39,0 | 39,0 | 39,0 | 39,0 | 39,0 | 39,0 | 39,0 | 39,0 | 39,0 | 39,0 | 39,0 | 39,0 | 39,0 | 39,0 | 39,0 |  | 40,2 |
| Anzahl Fahrzeuge               | 129  | 135  | 132   | 132   | 132   | 132  | 131  | 129  | 131  | 134  | 130  | 129  | 125  | 121  | 116  | 113  | 104  | 89   | 95   | 95   | 88   | 85   |  | 70   |
| beförderte Fahrgäste (in Mio.) | 78,3 | 99,6 | 105,9 | 100,3 | 103,3 | 75,3 | 16,0 | 35,2 | 35,6 | 36,9 | 30,6 | 29,3 | 34,9 | 29,2 | 30,8 | 31,1 | 27,8 | 25,1 | 26,2 | 26,4 | 25,3 | 25,2 |  | 29,8 |

## Fahrzeuge
Die ersten elektrischen Triebwagen wurden mit Teilen aus Deutschland und Schweden in den Fabriken von Tallinn gebaut. 1940 waren 54 Fahrzeuge vorhanden, davon 20 elektrische Triebwagen, neun Benzolstraßenbahnwagen und 28 Beiwagen.
In den Jahren 1955 bis 1964 wurden bei der Gothaer Waggonfabrik insgesamt je 50 zweiachsige Trieb- und Beiwagen beschafft, davon 40 ET54/EB54 (Wagennummern 51–70/151–70), insgesamt 32 T57/B57 und ET59/EB59 (Wagennummern 71–86/171–186) sowie 18 T2-62/B2-62 (Wagennummern 11, 87–99/111, 187–199). In den Jahren 1965 bis 1967 wurden noch 50 Gelenktriebwagen Gotha G4-61 hinzugekauft (Wagennummern 200–249). Der Einsatz der Gothawagen G4 endete im Jahr 1988.

### TATRA
Nach 1973 wurden alle Wagen vom tschechoslowakischen Unternehmen ČKD Tatra bezogen. Bis 1990 wurden 60 Wagen des Typs Tatra T4SU (Wagennummern 250–309) und 73 Tatra KT4SU erworben (Wagennummern 51–123). Bis 2007 kamen noch gebrauchte KT4D hinzu: 13 Wagen von der Straßenbahn Gera, sechs Wagen von der Straßenbahn Cottbus, ein Wagen von der Straßenbahn Frankfurt (Oder) und 16 Wagen von der Straßenbahn Erfurt. Der Einsatz der Tatrawagen T4 endete im Jahr 2005. Im Jahr 2001 begann die Erweiterung der Tatra KT4 mit einem niederflurigen Mittelteil zum Typ KT6, korrekt KT6NF, insgesamt 27 Wagen waren von dem Umbau betroffen. Die Tatra-Wagen KT4 (einschl. der zu KT6 erweiterten) tragen die Wagennummern 51–180. Dabei handelt es sich ab Nummer 124 ausnahmslos um Übernahmen aus der ehemaligen DDR. Zweistellige Nummern sind nur noch bei den KT6NF 96-99 im Einsatz.
Sechs der KT4 wurden ab 2017 mit einem historisierenden Aussehen neu aufgebaut und verkehren seitdem als Retrotramm. Sie tragen nun die Bezeichnung KT4TMR und haben die Nummern 136, 138, 140.142 und 168.

### CAF
Zur Erneuerung des Wagenparks wurde 2012 ein Vertrag mit dem spanischen Hersteller CAF geschlossen. Das erste der insgesamt 20 neuen Fahrzeuge vom Typ CAF Urbos AXL war im November 2014 in Tallinn eingetroffen und wurde bis Februar 2015 ausführlich getestet und angepasst. Die neuen CAF-Wagen erhielten die Wagennummern beginnend mit Nummer 501 und besitzen eine Lackierung in Weiß mit orangefarbenen Elementen. Alle Bahnen sind auf einen Frauennamen getauft worden: für Wagen 501 ist der Name „Moonika“ vergeben worden, für die weiteren wurde im Internet zu weiteren Namensvorschlägen aufgerufen.
Die Urbos AXL kommen (Stand Juni 2017) auf den Linien 3 und 4 zum Einsatz, zum Teil werden hier auch noch KT4 eingesetzt. Im Bestand waren zu diesem Zeitpunkt noch 12 KT6, die die tschechische Firma Ekovia Electric technisch überholt und mit stärkeren Motoren versieht.

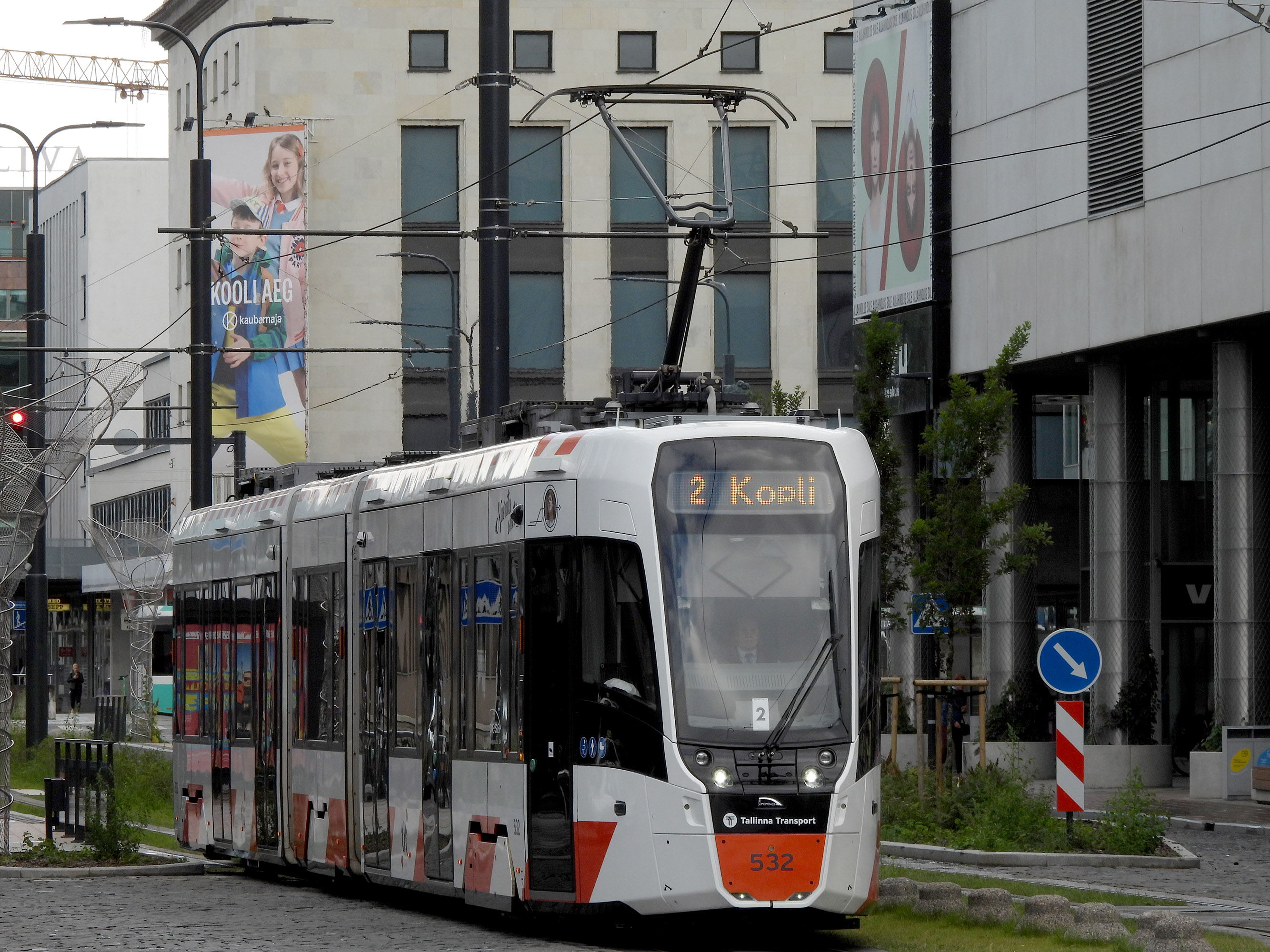
Pesa Twist 147N auf der Linie 2 beim Verlassen der Haltestelle A. Laikmaa

### PESA
Im Zuge des Ausbaus des Netzes durch die „Vanasadama“-Linie ab 2024 hat die TLT im Frühjahr 2022 mit PESA einen Vertrag über die Lieferung von 23 Niederflurbahnen des Typs Pesa Twist, die bei 28,6 Metern Länge und 65 Sitzplätzen bis zu 300 Passagieren Platz bieten, unterzeichnet. Die Fahrzeuge wurden zwischen August 2024 und Februar 2025 in Betrieb genommen.
Auch diese Straßenbahnen erhielten zum großen Teil Namen, so wurden die ersten vier nach Geschäftsleuten benannt.